# Miriam Katzer
Miriam Katzer (* 11. Mai 1994) ist eine deutsche Filmschauspielerin, die von 2009 bis 2014 aktiv war.

## Leben
Katzer besuchte das Friedrich-Ludwig-Jahn-Gymnasiums in Großengottern. Von November 2009 bis Dezember 2012 spielte sie die Rolle der Ronja Varga in der Fernsehserie Schloss Einstein (Folge 582–740). Sie machte 2012 ihr Abitur.
2012 spielte sie noch in einer Folge („Neuigkeiten“) der Serie In aller Freundschaft sowie dem Jugendfilm Nur... (2014) mit.

## Filmografie
- 2009–2012: Schloss Einstein (Fernsehserie, 119 Folgen)
- 2012: In aller Freundschaft (Fernsehserie, eine Folge)
- 2014: Nur …